# غيريلا كامبريدج
غوريلا كامبريدج (بالإنجليزية: Guerrilla Cambridge)، هي شركة بريطانية سابقة، كانت تابعة للشركة اليابانية الأم سوني إنتراكتيف إنترتينمنت، تأسست الشركة سنة 1997، وأعلنت حلها سنة 2017، وكانت مقر الشركة في مدينة كامبريدج البريطانية.